# Enrique Gil Calvo
Enrique Gil Calvo (Huesca, 1946) es un ensayista y sociólogo español, autor de más de 25 libros como Lógica de la libertad. Por un marxismo libertario (Anagrama, 1977), Prisa por tardar: ensayo de ficción (Santillana, 1995), Sociólogos contra el economicismo, entre otros. Es catedrático de sociología en la Facultad de Ciencias Políticas y Sociología de la Universidad Complutense de Madrid. Escribe en el diario El País y en la revista Claves de razón práctica .
Gil Calvo ha ganado los premios de ensayo Premio Anagrama (1977), Premio San Patricio, Premio Espasa, Premio Internacional de Ensayo Jovellanos.